# Smärgel

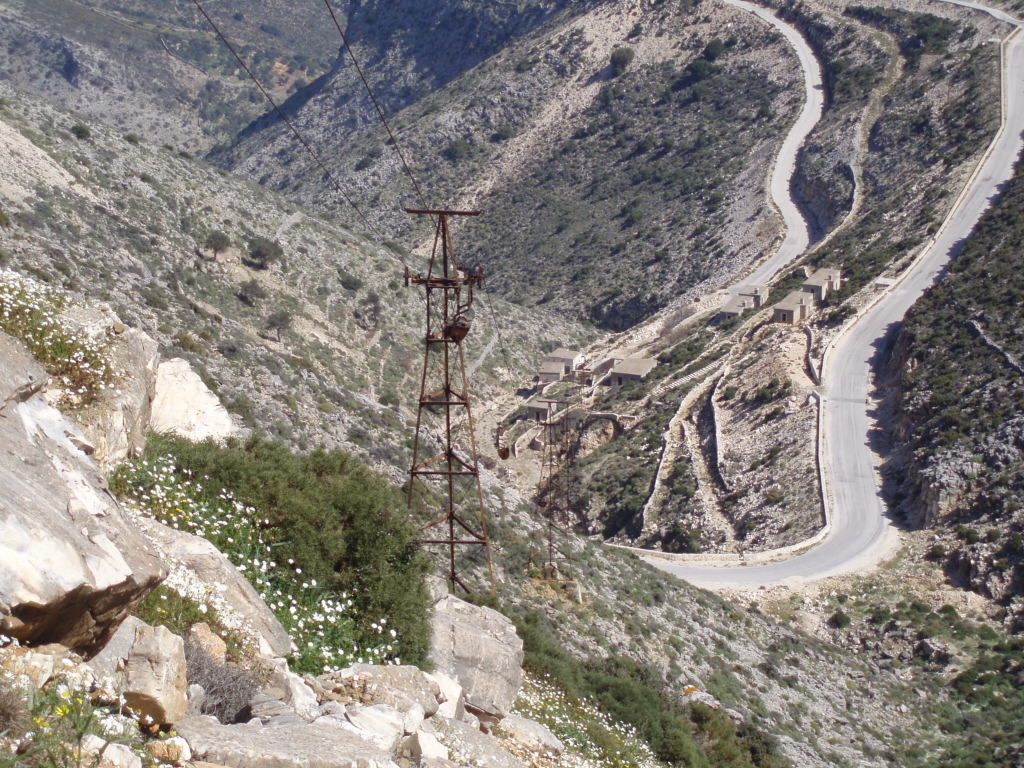
Smärgelgruva på Naxos

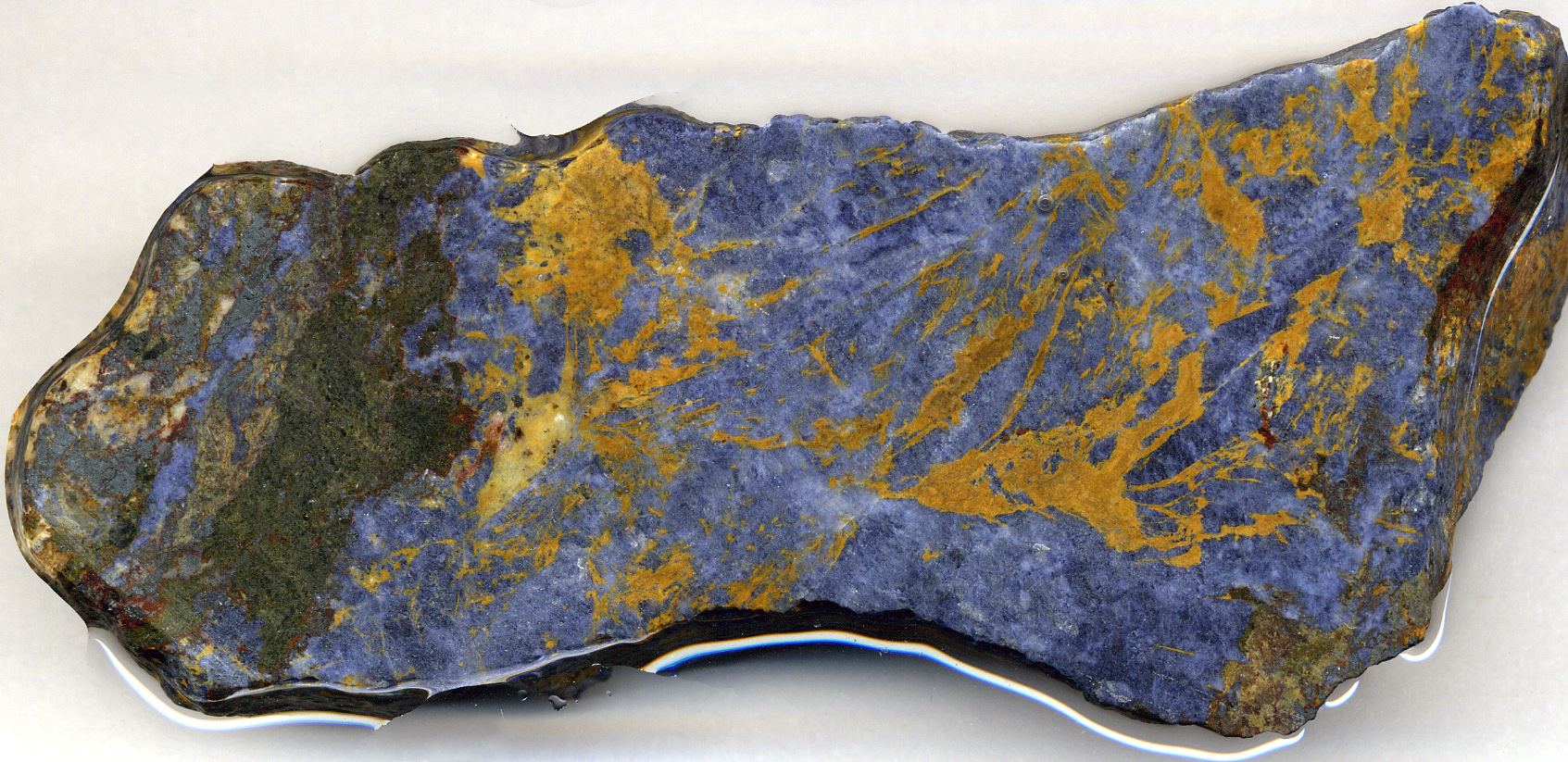
Korundit från Naxos smärgeldeposition. Korunden är blå, eller safir. Våt platta, 10 cm bred.

Smärgel är en bergart som främst består av mineralet korund (aluminiumoxid, Al2O3) naturligt förorenad med magnetit, hematit (järnglans) och kvarts, samt mindre mängder rutil, glimmer och kalcit. Den kemiska sammansättning är 48–70 procent aluminiumoxid, 15–30 procent järnoxider, upp till 10 procent kiseldioxid samt små mängder, vatten. Industriell smärgel kan innehålla en mängd andra mineraler och syntetiska föreningar. Krossad eller naturligt eroderad smärgel (känd som svart sand) används som slipmedel. Turkiet och Grekland är de största leverantörerna av världens smärgel.

## Egenskaper
Smärgelns färg varierar från gråblå eller brun till svart. Den har specifik vikt 3,5 - 3,8. Eftersom den kan vara en blandning av mineraler, kan ingen bestämd Mohs hårdhet tilldelas: hårdheten för korund är 9 och den för vissa spinellgruppmineraler är nära 8, men hårdheten för andra, som magnetit, är nära 6.

## Användning
Krossad eller naturligt eroderad smärgel används som slipmedel - till exempel på smärgelplattor och smärgelduk. Den används också som dragkraftsförstärkare i asfalt- och asfaltblandningar. I Sverige grundades AB Svenska Smergelskiffabriken 1908, ett dotterbolag till Höganäs AB som tillverkade slipskivor av smärgel. 
En liten mängd smärgel används i belagda slipprodukter, men dess huvudsakliga användning i USA är slitstarka golv och trottoarer. Många ton skeppas till Asien för att användas vid malning av ris.
Salomos shamir, ett ämne som användes för att hugga sten under byggandet av det första templet, var troligen smärgel.

## Förekomst och utvinning
De viktigaste smärgellagren finns i Grekland, Turkiet och USA. Den bästa smärgeln kommer från den grekiska ön Naxos, som före utvecklingen av syntetiska slipmedel som kiselkarbid var huvudfyndigheten för denna industriellt viktiga bergart. Det har brutits på den östra sidan av Naxos i över två tusen år som nämnts av Plinius den äldres The Natural History, bok XXXVII, kap. 32. Efterfrågan på smärgel har dock minskat med utvecklingen av sintrade karbid- och oxidmaterial som slipmedel.

## Säkerhet
I USA har Occupational Safety and Health Administration fastställt tillåtna exponeringsgränser för smärgel på arbetsplatsen: 15 mg/m3 tillåtlig total exponering och 5 mg/m3 tillåtlig andningsexponering.